# Dagmar Becker

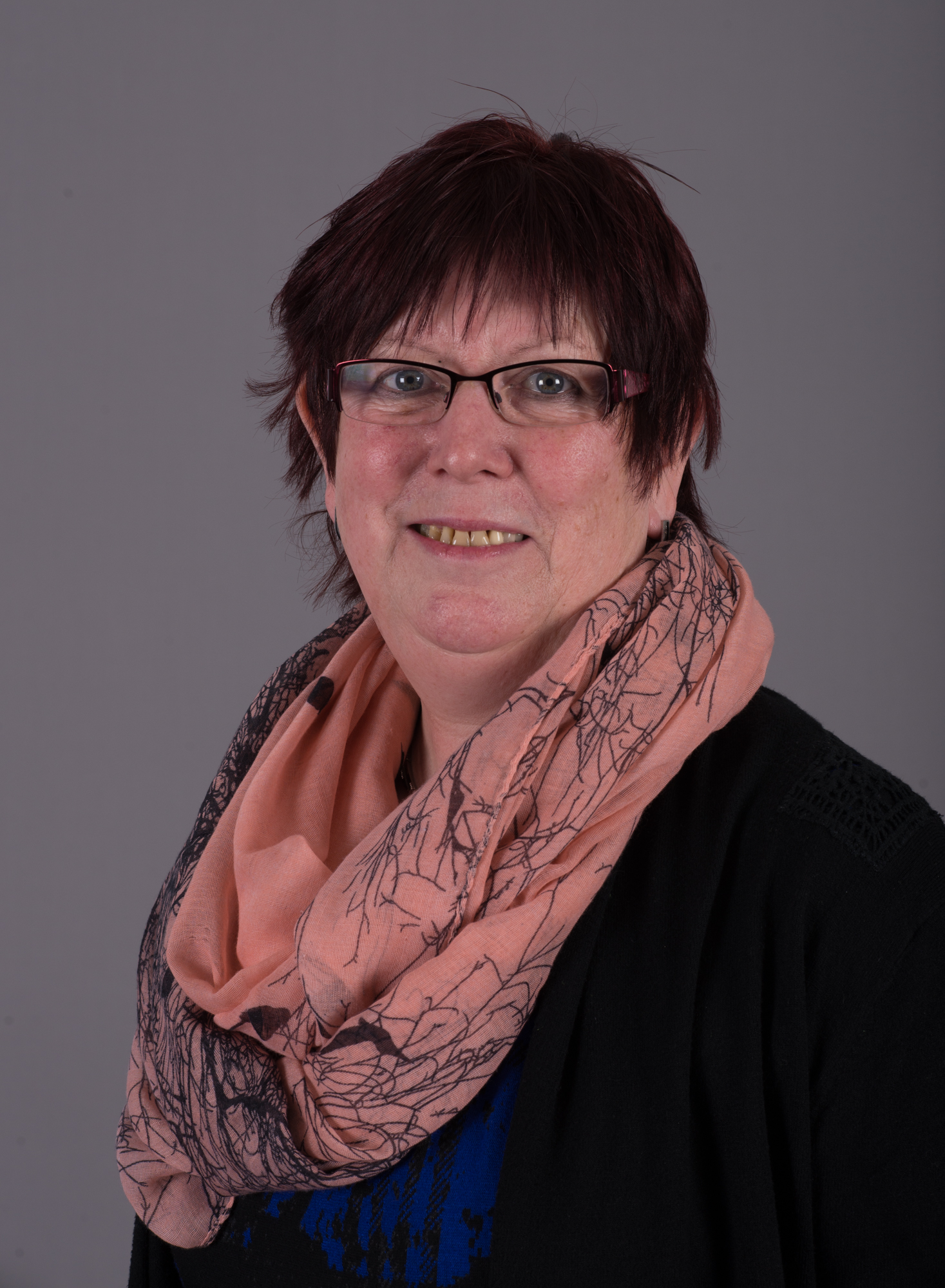
Dagmar Becker, 2016

Dagmar Becker (* 23. Dezember 1955 in Nordhausen) ist eine thüringische Politikerin (SPD). Sie war von 1994 bis 2009 sowie von 2014 bis 2019 Mitglied des Thüringer Landtags.

## Ausbildung und Beruf
Nach ihrer Lehre zur Elektromonteurin in den Jahren 1972 bis 1974, arbeitete Dagmar Becker zwischen 1974 und 1979 im Bahnbetriebswerk Nordhausen.
Von 1981 bis 1990 war sie Verkäuferin in einer Fleischerei eines Konsums. Nach der deutschen Wiedervereinigung führte sie eine Fleischerei als selbstständige Unternehmerin bis 1994. Von 2010 bis 2011 arbeitete sie als Angestellte bei einem Holzproduzenten. Sie ist seit 1976 verheiratet und hat zwei Söhne.

## Politik
In den Jahren 1990 bis 1994 war sie 2. Beigeordnete in der Gemeindevertretung in Wülfingerode. Becker war von 1994 bis 2015 SPD-Kreisvorsitzende im Landkreis Nordhausen. Seit 1999 ist sie Mitglied des Kreistages Nordhausen und dortige SPD-Fraktionsvorsitzende.
Bei der Landtagswahl in Thüringen 1994 wurde sie erstmals in den Landtag gewählt. In den Jahren 1999 und 2004 wurde sie erneut über die SPD-Landesliste in den Landtag gewählt. Dort war sie stellvertretende Fraktionsvorsitzende der SPD und hatte von 2004 bis 2009 den stellvertretenden Vorsitz im Ausschuss für Ernährung, Landwirtschaft und Forst.
Bei der Landtagswahl in Thüringen 2009 bewarb sie sich im Wahlkreis Nordhausen I erfolglos um ein Direktmandat. Auf der SPD-Landesliste kandidierte sie nur auf Platz 22 und schaffte daher nicht die Rückkehr in den Landtag. Zur Landtagswahl 2014 wurde sie über Platz 9 der Landesliste ihrer Partei wieder in den Thüringer Landtag gewählt. Sie war Mitglied im Ausschuss für Infrastruktur, Landwirtschaft und Forsten sowie im Ausschuss für Umwelt, Energie und Naturschutz. Von 2014 bis zu ihrem Rücktritt im Juni 2019 gehörte sie erneut dem Fraktionsvorstand als stellvertretende Vorsitzende und später als parlamentarische Geschäftsführerin an. Sie war Sprecherin ihrer Fraktion für die Themen Landwirtschaft und Forsten sowie Umwelt und Naturschutz. Sie war Mitglied der Ausschüsse für Infrastruktur, Landwirtschaft und Forsten sowie für Umwelt, Energie und Naturschutz. Nach der Landtagswahl 2019 schied sie aus dem Landtag aus.

## Sonstige Ämter
Dagmar Becker war von 1999 bis 2015 Vorsitzende des AWO-Kreisverbandes Nordhausen.
Seit November 2012 ist Dagmar Becker Beisitzerin im Bundesvorstand des Bund für Umwelt und Naturschutz Deutschland e. V. (BUND). Zusätzlich ist sie auch Vorstandsmitglied des BUND Landesverbands Thüringen. Außerdem ist sie Ortsteilbürgermeisterin ihres Heimatortes Wülfingerode.